# اتحادیه جهانی آشوری‌ها

نماد اتحادیه با نشان آشور و شمش (شمس)

اتحادیه جهانی آشوری‌ها (آشوری: ܚܘܝܕܐ ܬܒ̣ܝܠܝܐ ܐܬܘܪܝܐ, عربی: الاتحاد الأشوری العالمی; انگلیسی: Assyrian Universal Alliance) یک سازمان فراگیر بین‌المللی در جهان است.

## تاریخچه
اتحاد جهانی آشوری‌ها یک ائتلاف بین‌المللی است که در سال ۱۹۶۸ میلادی با هدف حمایت از آشوری‌ها تأسیس شد، این سازمان در سال ۱۹۹۱ میلادی عضو سازمان ملت‌ها و اقلیت‌های غیررسمی گردید. اعضای این اتحادیه از بخش‌های مختلف فدراسیون‌های آشوری و کشورهای آشوری‌نشین در سراسر جهان نظیر ایران، سوریه، ایالات متحده آمریکا، سوئد، عراق و لبنان تشکیل شده‌است.

## دبیرکل اتحادیه
یوناتن بت کلیا، نماینده آشوریان ایران در مجلس شورای اسلامی، دبیر کل کنونی اتحادیه جهانی آشوری‌ها می‌باشد.

## مقر اتحادیه
بیست و پنجمین کنگره اتحادیه جهانی آشوری‌ها ازتاریخ ۱۳ تا ۱۷ شهریور ۱۳۸۷ در شهر یونکشوپینگ سوئد برگزارشد، که با اتنخاب یوناتن بت کلیا به عنوان دبیرکل این اتحادیه، مقر اتحادیه جهانی آشوری‌ها با توجه به موقعیت خاص و اثرگذار ایران در منطقه خاورمیانه و توجه به حقوق آشوری‌ها در قانون اساسی کشور از آمریکا به ایران انتقال یافت.